# Paegam-gun
Paegam-gun (koreanska: 백암군) är en kommun i Nordkorea.   Den ligger i provinsen Yanggang-do, i den nordöstra delen av landet, 400 km nordost om huvudstaden Pyongyang.